# 8. listopada
8. listopada (8. 10.) 281. je dan godine po gregorijanskom kalendaru (282. u prijestupnoj godini).
Do kraja godine imaju još 84 dana.

## Događaji
- 876. – U bitci kod Andernacha, Ludvig III. Mlađi potukao je francuskog kralja Karla Ćelavog
- 1075. ili 1076. – Dmitar Zvonimir je okrunjen za hrvatskog kralja
- 1480. – Dolazi do velikog čekanja na rijeci Ugri između vojnih snaga Ivana III., od Moskve i Zlatne Horde. Posljedica ovoga poraza Mongola je raspad njihove tamošnje države.
- 1690. – Osmanska vojska nakon opsade opet osvaja Beograd.
- 1871. – U katastrofalnom požaru u Chicagu, koji je trajao sedam dana, poginulo je 300 ljudi, a 900.000 ostalo je bez krova nad glavom.
- 1871. – Izbila Rakovička buna.
- 1890. – otvorena zagrebačka uspinjača –  zaštićeni spomenik kulture i najkraća žičana željeznica namijenjena javnom prometu na svijetu.
- 1912. – Prvi balkanski rat: Crna Gora objavila je rat Osmanlijskom Carstvu nakon višetjedne napetosti između država Balkanskog saveza (Crna Gora, Bugarska, Srbija i Grčka) i Carstva. Ostale su je članice saveza slijedile deset dana poslije.
- 1972. – U Parizu su Henry Kissinger i Le Duc To postigli sporazum za okončanje vijetnamskog rata, koji je potpisan 1973. godine.
- 1991. – Hrvatski sabor je donio Odluku o raskidu državnopravnih sveza s ostalim republikama i pokrajinama SFRJ kojom je, između ostalog, potvrdio ranije donesenu Ustavnu odluku o suverenosti i samostalnosti Republike Hrvatske (25. lipnja 1991.), te je Hrvatska i stvarno postala samostalna i neovisna država
- 1991. – Prvi znak "Republika Hrvatska" s hrvatskim grbom, postavljen na graničnom prijelazu s Mađarskom.[1]
- 1991. – Mađarska je spriječila JNA da ostatak vojne opreme iz Slovenije povuče preko mađarskog teritorija.[1]
- 1991. – Vlada Republike Hrvatske priznala je Estoniju i Letoniju kao suverene države.[1]

| - 1768. – Vlaho Stulli, hrvatski pjesnik i komediograf († 1843.) - 1800. – Šimon Meršić, gradišćanski hrvatski pisac († 1878.) - 1846. – Josip Fon, hrvatski liječnik († 1899.) - 1896. – Julien Duvivier, francuski filmski redatelj († 1967.) - 1901. – Antun Bonifačić, hrvatski emigrantski novinar i političar († 1986.) - 1917. – Vera Johanides, hrvatska biologinja († 2000.), - 1920. – Zvane Črnja, hrvatski književnik - 1929. – Didi, brazilski nogometaš i trener († 2001.) - 1941. – Jesse Jackson, američki političar i aktivist - 1948. – Claude Jade, francuska filmska glumica - 1951. – Nada Gačešić-Livaković, hrvatska glumica - 1968. – Zvonimir Boban, hrvatski nogometaš, "Vatreni 1998." - 1985. – Bruno Mars, američki pjevač - 1998. – Álvaro Granados, španjolski vaterpolist | - 976. – Jelena Slavna, hrvatska kraljica, žena kralja Mihajla Krešimira II. i majka kralja Stjepana Držislava (* ? ) - 1467. – Filippo Lippi, talijanski slikar (* oko 1406.) - 1754. – Henry Fielding, engleski književnik (* 1707.) - 1957. – Marica Stanković, hrvatska katolička aktivistica, prosvjetna djelatnica (* 1900.) - 1982. – Philip Noel-Baker, britanski političar, diplomat, humanista i sportaš (* 1889.) - 1992. – Willy Brandt, njemački političar (* 1913.) |

## Blagdani i spomendani
- Dan Hrvatskoga sabora